# 戒能通森
戒能 通森（かいのう みちもり、永正14年（1517年） - 天正15年（1587年））は、戦国時代の武将。伊予国の国衆で、小手滝城主、大熊城主、鳥屋ヶ森城主などを務めた。諱は「通盛」とも。父は戒能通運、子に戒能通邑。

## 略歴
伊予河野氏一族で豪族
、守護代を務める家系。3つの城を治め、河野十八将の一人に数えられる。
家老職を務めた。天文2年（1533年）など、近隣の大野利直らに度々居城を攻められているが、平岡氏などの支援を受けて父と共に撃退している。
羽柴秀吉の四国征伐に際しては、河野氏は小早川氏の侵攻を受け、和睦（降伏）すべきか抗戦するべきか家中の意見が割れたが、一族、家臣の未来を願い、
戒能氏は和睦（降伏）を説いたという。
惣領家没落後、河野氏の社参には必ず供奉したという。子の通邑は帰農し、後に庄屋を務めた。
『戒能略譜』によると、戒能与惣左衛門通定(井内村の庄屋)、井内八社大明神(吉井神社)の霊廟 を南興し、又大通庵を建立、北方村大興寺の末院とし、祖先の冥福を祈ったとある。 境内に石燈籠一対、宝筺印塔、戒能家歴代の墓がある。その中戒能備前守通森(法号 通玄 院殿覚海義円大居士) の基は、もと則之内村安国寺の塔頭、乾寧院にあったのを、後にここに移したのだ　と云われている。
墓石の碑文には、こう書かれている。
戒能家は河野家の一族にして世々其の老職に任じ温泉郡道後戒能の地に住す、因りて 氏とす。天文中伊賀守通運主命を奉じて浮穴郡井内村に移り、大熊、小手滝、鳥屋森、塩ゲ森の四城を守る。其の子備前通森、勇武にして通直に仕えて誠忠を致し、数度戦功を樹つ。 天文十三年関白豊臣秀吉の猛将小早川隆景に降るや、通森亦開城して民間に降り、十五年、通直安芸の竹原に移るに際し、通森随い行って専ら保護の任に当る。伊予に帰り大能の国木邸に屏居し終生門を出でず。天正文禄の交、四月五日病を以って歿す。遺骸を安国寺塔頭顕乾寧院に葬り、法謚通玄院殿と曰う。通森平岡氏を娶り二男を挙ぐ。長子通次、広 島にて夭折し、次子通邑家を継ぐ。爾来家運降昌、子孫蕃衍し、分れて数十家となり、各 地に散所す大正八年八月四日墓を大通庵に遷す。 乾寧隠消滅、墓亦荒廃せるを以て今玆に又その台石を新設し、大いに宗族を会し、以て供 養を営み追福を薦む。乃ち其の顛末を略敍すること此の如し。とある。